# Parigi-Roubaix 1901
La Parigi-Roubaix 1901, sesta edizione della corsa, fu disputata il 7 aprile 1901 su un percorso di 280 km. La vittoria fu appannaggio del francese Lucien Lesna, che completò il percorso in 10h49'36", precedendo l'italiano Ambroise Garin ed il connazionale Lucien Itsweire.
Presero il via da Porte Maillot 60 ciclisti, 21 di essi tagliarono il traguardo di Roubaix (furono 14 francesi, 6 belgi e 1 svizzero).

## Ordine d'arrivo (Top 10)
| Pos. | Corridore          | Squadra | Tempo      |
| ---- | ------------------ | ------- | ---------- |
| 1    | Lucien Lesna       | -       | 10h49'36"  |
| 2    | Ambroise Garin     | -       | a 26'00"   |
| 3    | Lucien Itsweire    | -       | a 40'03"   |
| 4    | Alphonse Seys      | -       | a 59'42"   |
| 5    | Louis Schiller     | -       | a 1h09'59" |
| 6    | Alexandre Foureaux | -       | a 1h13'12" |
| 7    | Jean Fischer       | -       | a 1h18'03" |
| 8    | Édouard Wattelier  | -       | a 1h19'36" |
| 9    | Pierre Chevalier   | -       | a 1h26'00" |
| 10   | Georges Pasquier   | -       | a 1h41'13" |